# 2476 Andersen
A 2476 Andersen (ideiglenes jelöléssel 1976 JF2) a Naprendszer kisbolygóövében található aszteroida. Nyikolaj Sztyepanovics Csernih fedezte fel 1976. május 2-án.